# تي تو
تي تو (بالإنجليزية: T2)‏ هي سلسلة محلات شاي في أستراليا، أسستها ماريان شيرر وجان أوكونور في عام 1996، واشترتها شركة يونيليفر عام 2013.